# ارکیده‌های تاجی
ارکیده‌های تاجی (نام علمی: Tropidia) نام یک سرده از تبار تاجی‌ارکیده‌تباران است.